# Raquel Caño
Raquel Caño Domínguez (León, 17 de enero de 1984) es una exbalonmanista española que jugaba de extremo derecho en la División de Honor española para el Cleba y el Club Balonmano La Calzada además de la selección española de balonmano playa.

## Trayectoria
Raquel Caño creció en el club local del Navatejera y con la base del Cleba y fue escalando en los equipos infantiles hasta subir a la escuadra de primera división. En el 2004, en su primera temporada con el equipo absoluto, ayudó a conquistar el ascenso a la División de Honor. 
Con el Cleba, y en la época más importante del club leonés, ganó dos Copas ABF en la temporada 2006 y en la 2011. Allí debutó en Europa participando en la Copa EHF de 2010–11.
En el 2017 el club bajó a División de Honor Plata y, aunque se planteó la retirada, Raquel se mudó a Gijón para incorporarse al Balonmano La Calzada, con el que ganó una Copa de S.M. La Reina, la de 2018. En aquella fase final Raquel terminó como máxima goleadora (20 tantos) y con un calambre en los isquiotibiales de su pierna izquierda.
En el 2020, en plena pandemia, con 36 años y tras casi 20 años como profesional, decide retirarse en las filas del Balonmano La Calzada.

### Clubes
- 2002–17: Cleba León
- 2017–20: Balonmano La Calzada

### Con la selección española
Internacional con la selección absoluta hasta en 12 ocasiones, entre ellas los Juegos del Mediterráneo del 2013, su mayor trofeo ha sido con la selección de balonmano playa española. con la que ha sido internacional hasta en 50 ocasiones. 
Tras una charla con la fisioterapeuta de la selección absoluta la sanitaria le habló de las cualidades de Raquel al seleccionador de playa Dani Lara. Tras esa llamada recaló en el campeonísimo Ciudad de Málaga, que le permitió llegar a la selección nacional.
Con las Guerreras de Arena se proclamó campeona del mundo de balonmano playa en aquella cita histórica del 2016. Su último partido con la elástica nacional fue en Belaruc Les Bains, en 2018.

## Palmarés

### Selección española
- 1 x Campeonato del Mundo de Balonmano Playa.

Bronce campeonato de Europa 2017
Bronce juegos mundiales 2017

### Clubes
- 1 x Copa de SM la Reina (2018)
- 2 x Copa ABF (2006, 2011)

### Galardones individuales
- Mejor Ala Derecha del Campeonato del Mundo de Balonmano Playa 2016
- Máxima goleadora de la Liga Guerreras Iberdrola (2014/15 y 2015/16) con 191 y 192 tantos respectivamente.
- Máxima goleadora[13] de la Fase Final de la Copa de la Reina 2016.

## Vida
Caño es licenciada en Ciencias de la Actividad Física y el Deporte y preparadora física en la Academia Nacional. En el 2019 se inauguraba en Villacelama una cancha de balonmano playa con el nombre de la leonesa. Sus grandes referentes en el balonmano eran Verónica Valverde del León, Esme López del Bera Bera.